# Bialski Klub Sportowy 2010-2011
Questa voce raccoglie le informazioni riguardanti il Bialski Klub Sportowy nelle competizioni ufficiali della stagione 2010-2011.

## Organigramma societario
Area direttiva
- Presidente: Czesław Świstak

Area tecnica
- Allenatore: Grzegorz Wagner

## Rosa
| N° | Nome                  | Ruolo | Data di nascita   | Nazionalità sportiva |
| -- | --------------------- | ----- | ----------------- | -------------------- |
| 1  | Anna Barańska         | S     | 14 maggio 1984    | Polonia              |
| 2  | Anna Podolec          | S/O   | 30 ottobre 1985   | Polonia              |
| 3  | Karolina Ciaszkiewicz | S     | 7 settembre 1979  | Polonia              |
| 4  | Gabriela Wojtowicz    | C     | 27 novembre 1988  | Polonia              |
| 5  | Joanna Frąckowiak     | S     | 4 luglio 1986     | Polonia              |
| 6  | Iwona Waligóra        | S     | 9 gennaio 1985    | Polonia              |
| 7  | Berenika Tomsia       | C     | 18 marzo 1988     | Polonia              |
| 8  | Katarzyna Skorupa     | P     | 16 settembre 1984 | Polonia              |
| 9  | Agata Sawicka         | L     | 17 gennaio 1985   | Polonia              |
| 10 | Jolanta Kosmol        | C     | 2 gennaio 1977    | Polonia              |
| 11 | Anna Kaczmar          | P     | 26 settembre 1985 | Polonia              |
| 12 | Natalia Bamber        | S     | 24 febbraio 1982  | Polonia              |